# Larra
Larra (лат.) — род песочных ос из подсемейства Crabroninae. Более 60 видов.

## Распространение
Всесветное. В Европе 3 вида. Для СССР указывалось 2 вида.
В Палеарктике 9 видов, в России 1 вид.

## Описание
Длина 12—22 мм. Задний край переднеспинки прямой. Передние голени снаружи в толстых щетинках. Внутренний край жвал без зубца. Промежуточный сегмент удлиненный. Гнездятся в земле, охотятся за медведкой (Gryllotalpidae), которую временно парализуют и дальнейшее развитие происходит на очнувшейся и вернувшейся в свою подземную норку медведке. Вид Larra anathema включена в Красную книгу Украины, а Ларра закаспийская включена в Красную книгу Узбекистана.

## Систематика
Более 60 видов.
- Larra alecto (Smith, 1858)
- Larra anathema (Rossi, 1790)
- Larra femorata (Saussure, 1855)
- Larra melanocnemis Turner, 1916
- Larra transcaspica F. Morawitz, 1894
- Другие виды